# Helena Bengtsson
För barnboksförfattaren som tidigare hette Helena Bengtsson, se Helena Bross

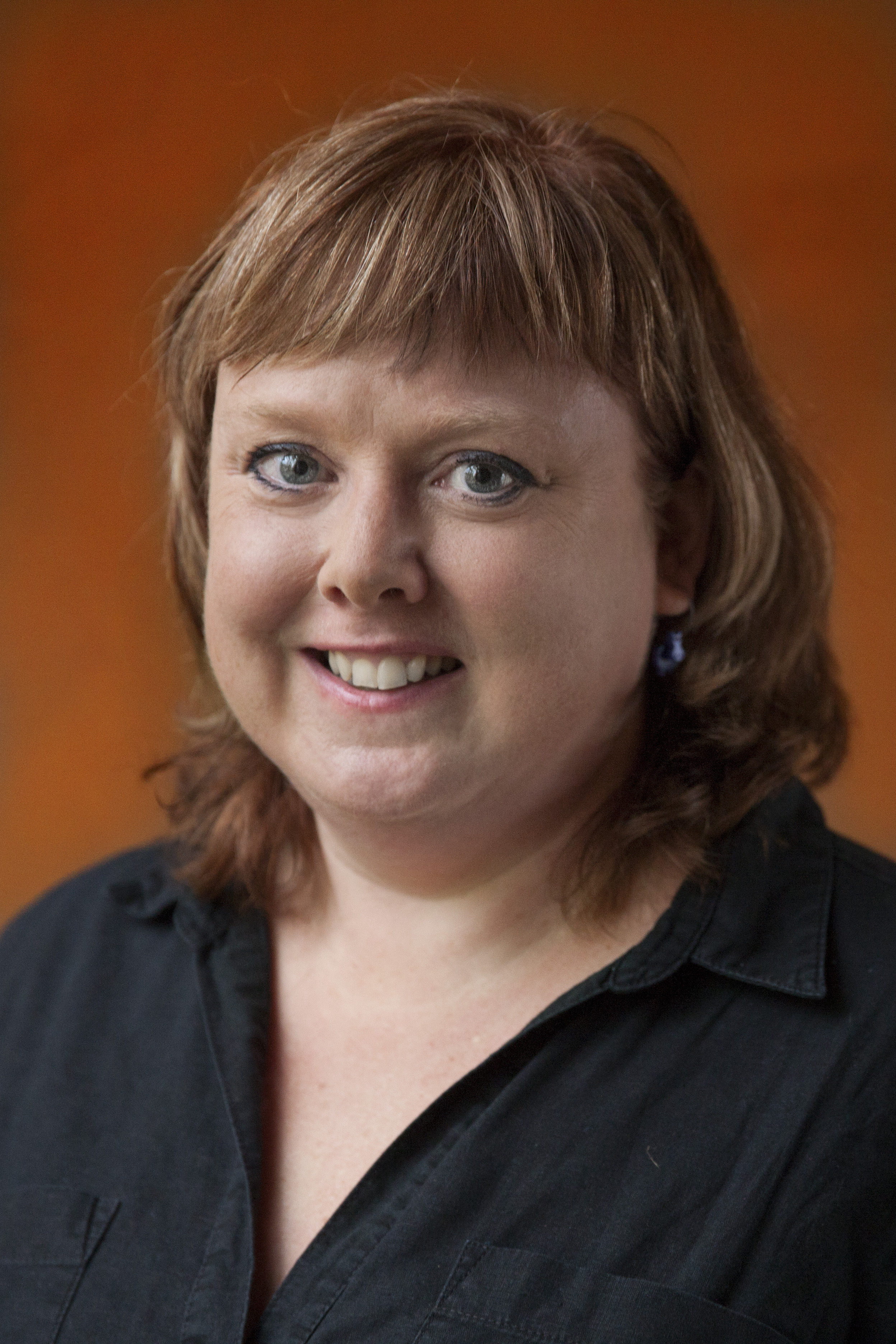
Helena Bengtsson i november 2016

Helena Marie Bengtsson, född 2 november 1966 i Fridlevstads församling, Blekinge län, är en svensk datajournalist som jobbar som redaktör för The Guardians datateam. Hon var tidigare journalistisk databasredaktör vid Sveriges Television.
Hon belönades tillsammans med Victoria Gaunitz och Kristofer Sjöholm med Stora journalistpriset 2010 som "årets förnyare" för webbsajten Valpejl (inför valet 2010), med motiveringen ”För att med en lättillgänglig databas ha förnyat den politiska journalistiken och gett väljarna full pejl.”
Hon har även bearbetat de 400 000 läckta dokumenten om kriget i Irak i Wikileaks krigsdagböcker.